# Malvinas Argentinas (Córdoba)
Malvinas Argentinas è una città argentina, capoluogo del dipartimento di Colón, nella provincia di Córdoba.